# Sabina Ingre
Sabina Britt-Louise Ingre, född 15 november 1943 i Stockholm, är en svensk konstnär.
Ingre, som är dotter till musiker Leif Lindström och kontorist Ulla Berger, studerade vid Konstfackskolan 1962–1965 och vid Kungliga Konsthögskolan 1965–1971. Hon hållit separatutställningar och deltagit i samlingsutställningar i Stockholm, Umeå, Norrköping och Södertälje. Hon har utfört offentlig utsmyckning för Stockholms läns landsting och glasfönster till Centralbadet i Stockholm. Hon är representerad vid Moderna museet, Statens konstråd samt kommuner och landsting.